# Stresemann (garnitur)

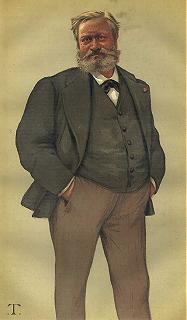
Stresemann w wersji z muchą

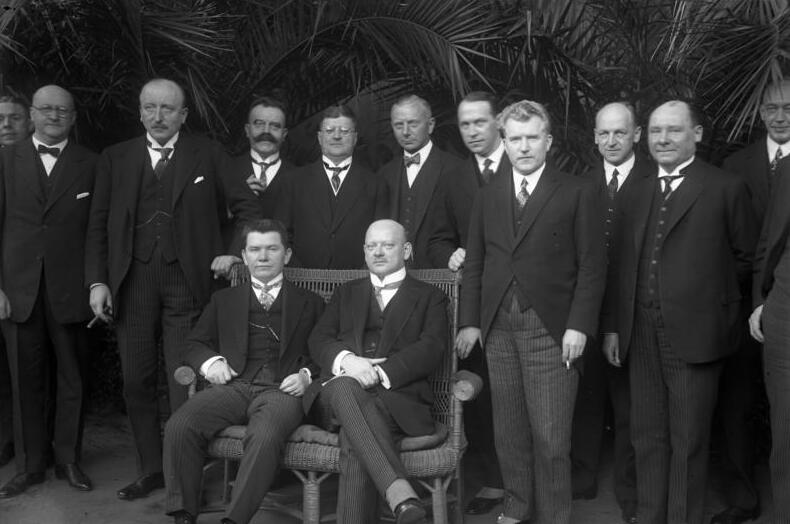
Mężczyźni w strollerach

Stresemann, stroller – męski strój dzienny, garnitur nazwany od nazwiska niemieckiego polityka Gustava Stresemanna, noszony wyłącznie w ciągu dnia na uroczyste okazje. Zakładany przez pana młodego do ślubu, noszony podczas pogrzebów, uroczystości państwowych lub bankietów.
Pierwowzorem stresemanna był żakiet męski, nazywany w Polsce „jaskółką”. Stresemann powstał dla wygody niemieckich polityków, którzy musieli zmieniać ubiór przechodząc z biura do Reichstagu. W parlamencie i na uroczystościach obowiązywał bowiem niepraktyczny w biurze żakiet. Nowy wzór garnituru, który polecił zaprojektować Gustav Stresemann, gdy został kanclerzem, różnił się od jaskółki jedynie marynarką: do obu nosiło się sztuczkowe spodnie, dzięki czemu wystarczyło zmienić tylko „górę”, aby być w innym stroju. Stroller miał od żakietu mniej oficjalny charakter.
Stresemann został wprowadzony do użytku w 1925 r.; składa się z: czarno-szarych sztuczkowych spodni, czarnej lub antracytowej marynarki, jasnoszarej (podczas pogrzebów ciemnej) kamizelki, białej koszuli, srebrnoszarego (podczas pogrzebów czarnego) krawatu ze spinką. Marynarka jest jednorzędowa, koszula ma mankiety zapinane na ozdobne spinki. Do stresemanna zakłada się czarne buty.
W pierwszych latach istnienia Republiki Federalnej Niemiec stresemann był noszony w czasie uroczystości państwowych i został nazwany „garniturem bońskim” (Bonner Anzug).